# Lägerrock m/1870

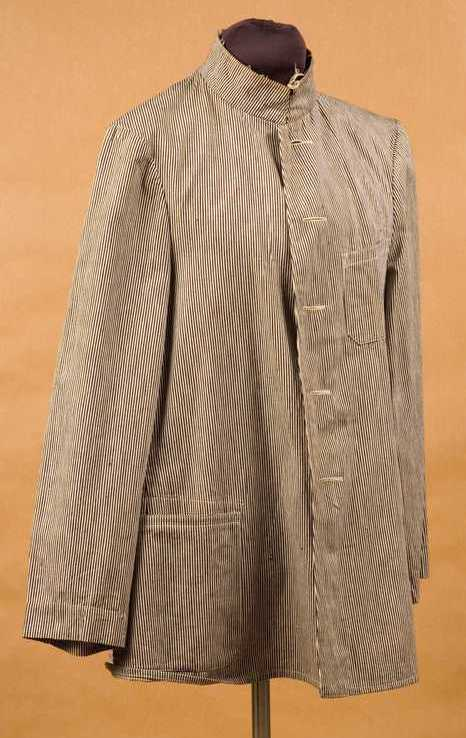
Lägerrock m/1870 för Svea artilleriregemente (A 1).

Lägerrock m/1870, ibland kallad linnerock m/1870, var ett livplagg som användes inom försvarsmakten.

## Utseende
Denna lägerrock är tillverkad i blårandig linneväv samt har en knapprad om fyra knappar. Rocken har även en öppen och snedskuren krage att igenhäktas nedtill. På framsidan är den försedd med två sidofickor utan lock.

## Användning
Denna lägerrock användes av officerare vid daglig dräkt då manskapet bar densamma. Officerare fick även bruka den utanför tjänsten, dock endast inom regementesområdet. Lägerrock m/1870 ersattes av lägerrock m/1913 och skulle vara utgången vid slutet av år 1915.